# Luísa Doroteia da Prússia
Luísa Doroteia Sofia da Prússia (em alemão:  Luise Dorothea Sophie; Berlim, 29 de setembro de 1680 – Cassel, 23 de dezembro de 1705) foi uma princesa do Ducado da Prússia e esposa primeira esposa de Frederico, Príncipe Hereditário de Hesse-Cassel, futuro rei Frederico I da Suécia.

## Família
Luísa Doroteia era a única filha nascida do primeiro casamento do rei Frederico I da Prússia com a condessa Isabel Henriqueta de Hesse-Cassel. Era meia-irmã do rei Frederico Guilherme I da Prússia. Os seus avós paternos eram o príncipe-eleitor Frederico Guilherme de Brandemburgo e a princesa Luísa Henriqueta de Orange-Nassau. Os seus avós maternos eram o conde Guilherme VI de Hesse-Casse e a marquesa Edviges Sofia de Brandemburgo.

## Casamento
Luísa Doroteia casou-se com o seu primo direito, o conde Frederico de Hesse-Cassel, no dia 31 de maio de 1700, numa grande cerimónia que se prolongou durante várias semanas e teve grandes custos financeiros. Conrad Mel escreveu Font Legatio orientalis na ocasião.
Durante os cinco anos de casamento, Luísa esteve sempre fraca e de má-saúde, acabando por morrer ao dar à luz o seu primeiro filho que também morreu. Frederico voltou a casar-se, desta vez com a rainha Ulrica Leonor da Suécia, tornando-se príncipe-consorte e depois rei reinante da Suécia.